# Johannes Huth (Investor)
Johannes Huth (* 27. Mai 1960 in Heidelberg) ist ein deutscher Investor, Finanzmanager des belgischen Finanzinvestors Groupe Bruxelles Lambert (GBL) und Vorsitzender und Vorstand mehrerer Unternehmen und Kunstmäzen.

## Leben

### Herkunft und Ausbildung
Huth wurde zwar in Heidelberg geboren, wuchs aber in Gießen und Frankfurt auf. Von 1979 bis 1984 studierte er Wirtschaft an der Pariser Sorbonne sowie an der London School of Economics (LSE). An der University of Chicago Booth School of Business studierte er ebenfalls Wirtschaft und erwarb 1986 den MBA-Grad. Huth spricht sechs Sprachen.

### Berufliches Wirken
Von 1986 bis 1990 war Huth bei der US-Investmentbank Salomon Brothers tätig. Er arbeitete zunächst in den USA sowie in Großbritannien im Bereich des Beteiligungsinvestment (Private Equity Investment). Anschließend war er für acht Jahre für Investcorps Venture Capital tätig. Sein Büro hatte er dafür in London. Im April 1999 wechselte er zur börsennotierten Kapitalbeteiligungsgesellschaft Kohlberg Kravis Roberts & Co. (KKR). Huth wurde 2007 vom manager magazin zu einem der 30 mächtigsten Investoren der Welt erklärt. Seit 2014 leitetr Huth dort die Geschäfte für Europa, den Mittleren Osten und Afrika. Unter seiner Führung kaufte KKR gemeinsam mit Goldman Sachs die Gabelstaplersparte von Linde und mit Permira den TV-Konzern ProSieben Sat.1. Die Übernahme der Gabelstaplersparte Kion von Linde galt als Superlative, da dies der bisher größte fremdfinanzierte Unternehmenskauf in Deutschland war.
2017 zog Huth nach Paris, wo KKR bereits eine Niederlassung hatte. Eigenen Aussagen zufolge tat er dies aus privaten Gründen und nicht wegen des Brexits. Während der Debatten um den Brexit setzte er sich für die Remain-Kampagne ein, die für den Verbleib Großbritanniens in der EU warb. Im Brexit sieht er Vorteile für die weiteren Bankenstandorte Frankfurt und Paris.
Bis Juni 2020 war Huth im Verwaltungsrat von SoftwareOne.
Huth ist Vorsitzender des Aufsichtsrats beim Rüstungszulieferer Hensoldt. Er sitzt im Aufsichtsrat des Fußballclubs Hertha BSC.
Seit 2020 ist er privater Gesellschafter bei SEH Sports & Entertainment Holding und bei Coty mit einer Beteiligung von rund 6 Mio. USD.
Anfang Mai 2025 wurde Huth Managing Director des belgischen Finanzinvestors Groupe Bruxelles Lambert.

## Ehrenamtliche Mitgliedschaften

### Aktuelle
- seit 1997 Fellow der Königlichen Gesellschaft der Künste „Royal Society of the encouragement of Arts, Manufactures and Commerce (RSA)“[17]
- seit 2000 Ratsmitglied und Vorsitzender des Rechnungsprüfungsausschusses der London School of Economics and Political Science (LSE)[18]
- seit 2008 Mitglied des Städelkomitees 21. Jahrhundert des Städel Museums in Frankfurt[19]
- seit April 2010 stellvertretender Vorsitzender des Kuratoriums des Design Museums
- seit 2015 Mitglied des globalen Beratungsausschusses der University of Chicago Booth School of Business
- seit 2017 Mitglied des Kuratoriums des Musée des Arts Décoratifs (MAD) in Paris
- Visiting Fellow der Oxford University

### Vergangene
- von 2009 bis 2018 Vorsitzender des Kuratoriums der Non-Profit-Organisation Impetus
- von 2015 bis 2018 Treuhänder der Education Endowment Foundation (EEF)

## Privates
Huth hat 5 Kinder und ist mit Helene Huth verheiratet. Er lebt in Paris.
Er macht gerne Sport, fährt Rennrad und ist ein Chelsea- und Harley-Davidson-Fan.
Nach ihm und seiner Frau wurde die "Helene and Johannes Huth Gallery", eine Event-Galerie im Design Museum in Kensington, benannt.